# Arany(III)-klorid
Az arany(III)-klorid az arany klórral alkotott vegyülete, kloridja. Vörösesbarna színű, kristályos vegyület. Erősen higroszkópos. Oldható vízben, alkoholban és éterben. Dimer Au2Cl6 molekulákból épül fel. A bőrt irritálja, égető érzést okoz. Bíborvörös foltot okoz a bőrön, ez kolloid arany kiválásával magyarázható.

## Kémiai tulajdonságai
A vizes oldata hidrolizál. Ha a hidrolízis során vizet vesz fel, egy halogenokomplex vegyületté alakul.
{\displaystyle \mathrm {Au_{2}Cl_{6}+2\ H_{2}O\rightarrow 2\ H[AuCl_{3}OH]} }
Ha sósavat adnak hozzá, sárga színű hidrogén-tetrakloro-aurát(III) képződik belőle. Ez a vegyület gyenge egybázisú savként viselkedik. A legfontosabb sója a kálium-tetrakloro-aurát(III) (K[AuCl4]).

## Előállítása
Aranyfüst és klór reakciójával állítják elő 200 °C-on. Ennél magasabb hőmérsékleten nem állítható elő, mert a vegyület elbomlik.

## Felhasználása
Pigmentként alkalmazzák a kerámia-és porcelángyártásban. Felhasználják még rubinüveg készítésére, illetve az árnyalatok kidomborítására a fényképészetben.